# Seznam osebnosti iz Občine Kanal
Seznam osebnosti iz Občine Kanal vsebuje osebnosti, ki so se tu rodile, delovale ali umrle.
Občina Kanal obsega naselja: Ajba, Anhovo, Avče, Bodrež, Čolnica, Deskle, Doblar, Dolenje Nekovo, Goljevica, Gorenja vas, Gorenje Nekovo, Gorenje Polje, Jesen, Kal nad Kanalom, Kambreško, Kamenca nad Ložicami, Kanal, Kanalski Vrh, Krstenica, Levpa, Lig, Ložice, Močila, Morsko, Paljevo, Plave, Prilesje pri Plavah, Ravna, Robidni Breg, Ročinj, Seniški Breg, Ukanje, Zagomila, Zagora, Zapotok

## Gospodarstvo in obrt
- Josip Bavdaž, trgovec (1861, Kanalski Lom – 1945)
- Rudolf Bavdaž, trgovec (1888–1947)
- Aldo Jerončič, predsednik združenja Partnerstvo za razvoj kanalskega podeželja
- Teodor Kolenc - Doro, podjetnik, avtor avtobiografije (1934, Avče – 2017)
- Avguštin Okroglič, gradbenik(1900, Kal nad Kanalom – 1981, Nova Gorica)
- Emil Stock (Emilo Stock), industrialec, podjetnik, poslovnež, ustanovil družbo Salonit Anhovo (1868, Split – 1951, Trst)

## Humanistika in znanost
- Rudolf Mole, literarni zgodovinar in prevajalec (1883, Kanal – 1969, Ljubljana)
- Vojeslav Mole, umetnostni zgodovinar, arheolog, konservator, pesnik, profesor (1886, Kanal – 1973, Eugene, Oregon, ZDA)
- Štefan Kociančič, zgodovinar, jezikoslovec, leksikograf, prevajalec, duhovnik (1818, Vipava – 1883, Gorica)
- Stanko Kamenšček, univerzitetni profesor, borec, tigrovec (1908, Ročinj – 1978, Berkley, ZDA)
- Nada Konjedic, prevajalka (1908, Plave – 1981, Gorica)
- Tone Ravnik, strokovni pisatelj in veterinar (1896, Kanal – 1989)
- Franc(e) Kralj, teolog, zgodovinar in prevajalec (1929, Lig – 2023)
- Boris Tomažič, klasični filolog (1913, Srednje Kambreško – 1994, Opčine)
- Stanislav Zimic, romanist (1930, Deskle – 2013, Austin, Teksas, ZDA)

## Kultura
- Jurij Bavdaž, publicist, muzealec, šolnik, kulturni delavec (1928, Kanal – 2011, Ljubljana, pokopan v Idriji)
- Alenka Božič, publicistka, lektorica, urednica (1948, Kranj – 2025, Notranje Gorice)
- Miljutin Garlatti, kulturnoprosvetni delavec (1895, Kanal – 1961)
- Cvetka Kolenc, poročena Cvetka Mrak publicistka (1928, Avče – 201_?)
- Marija Jug,  televizijska in filmska garderoberka (1936, Škodniki – 2016, Ljubljana)

### Glasba
- Marjan Gabrijelčič, skladatelj in pedagog (1940, Gorenje Polje – 1998, Gorenje Polje)
- Avgust Ipavec, skladatelj (1940, Gorica/Ročinj – 1974, Ljubljana)
- Stanko Jericijo, skladatelj zborovske glasbe, duhovnik (1928, Avče – 2007, Gorica)
- Marij Kogoj, skladatelj (1892, Trst – 1956, Ljubljana)
- Josip Kocjančič, skladatelj, glasbenik, ustanovitelj kanalske čitalnice (1847, Kanal – 1878, Kanal)
- Štefan Mauri, slovenski skladatelj zborovodja in pedagog (1931, Avče – 2014, Šempeter pri Gorici)
- Miran Medvedšek, orglavec in zborovodja (1941, Ročinj)
- Anton Nanut, duhovnik, skladatelj (1932, Kanal – 2017, Šempeter pri Gorici)
- Vinko Vodopivec, skladatelj, duhovnik(1878, Ročinj – 1952, Vipava)

### Književnost
- Giovanni Bellini, pisatelj (1890, Poggio a Caiano, Toskana – 1914, Plave)
- Giosue Borsi, italijanski pisatelj (1888, Livorno, Italija – 1915, Kanal)
- Simon Gregorčič, pesnik in duhovnik (1856, Vrsno –1917, Ljubljana)
- Izidor Hvalica, pesnik (1940, Kanal)
- Emil Horjak, pesnik (1888, Grgar – 1913, Levpa)
- Ivan Kovačič, pripovednik, duhovnik, narodni delavec (1873, Avče – 1936, Vrhovlje pri Kojskem)
- Janko Leban, pesnik in skladatelj (1855, Kanal – 1932, Novo mesto)
- Pavel Medvešček, slovenski pisatelj, publicist, grafik, slikar  (1933, Anhovo – 2020)
- Pavla Medvešček, pesnica (1905, Anhovo – 1974, Nova Gorica)
- Katinka Stanič, pesnica in učiteljica (1848, Kanal – 1887, Ljubljana – Studenec)
- Stanka Vilhar, roj. Gabrijelčič, pisateljica (1920, Ajba – 2006)
- Ludvik Zorzut, pesnik, publicist (1892, Medana – 1977, Kanal)
- Venceslav Bele, pesnik, pisatelj, publicist, kulturni delavec, duhovnik (1887, Višnjevik – 1938, Gorica)

### Slikarstvo, kiparstvo, arhitektura in fotografija
- Avgust Andrej Bucik, slikar (1887, Trst/Avče – 1951, Trst)
- Ladko Vladislav Bavdaž, fotograf, glavni fotografski kronist na Kanalskem (1899–1988)
- Riko Debenjak, akademski slikar in grafik (1908, Kanal – 1987, Ljubljana)
- Franc Jerončič, rezbar (1923, Kostanjevica pri Ligu)
- Stanko Konjedic, arhitekt (1904, Plave – 1977 Niterói, Brazilija)
- Anka (Katarina) Makovec, znana tudi po vzdevku Anka Tasmanka, slovensko-avstralska popotnica, ljubiteljska slikarka in okoljska aktivistka (1938, Ročinj, Kraljevina Italija (zdaj Slovenija) – 2017, Devonport, Tasmanija, Avstralija)
- Franc Šuligoj, ljudski umetnik, slikar, pesnik  (1899, Senica pri Levpi – 1973)

## Politika, uprava in pravo
- Adolf Arigler, politični delavec (1921, Ročinj – 1999 Ročinj)
- Kristjan Jožef Bavdaž, družbenopolitični delavec (1896, Kanal – 1993, Nova Gorica, pokopan v Kanalu)
- Nada Bolcar, odvetnica, političarka (1941, Doblar)
- Luka Dugar, narodni delavec (1845, Doblar – 1919, Gorica, Italija)
- Tina Gerbec, županja in politologinja (1979, Srednje Kambreško)
- Anton Gorjup, politik (1812, Kanalski Vrh – 1883, Gorica)
- Mitja Gorjup, politik in novinar (1943, Videm, Italija –1977, Kanal)
- Josip Ivančič, notar (1835, Deskle – 1893)
- Jožef Jakopič, pravnik in politik (1841, Kanal ob Soči – 1894, Gorica)
- Jožef Kovačič, psevdonim Soški, glavni služabnik Elise Napoleone Bachiocchi, nečakinje Napolepona Bonaparteja (1811, Avče – 1906, Porteole, pokopan v Rudi)
- Jože Krajc, politik (1903, Rakek – 1903, Deskle)
- Anton Križanič, veleposestnik, lastnik tovarne pohištva in politik (1847, Kanal – 1926, Kanal)
- Rudolf Makarovič, upravnik avstro-ogrskega poštnega urada (1871, Kanal – 1935, Kanal)
- Peter Medvešček,  publicist, prevajalec (1859, Krestenica – 1932, Gorica)
- Aleksander Stanič  diplomat, veleposlanik (1928—2004)
- Edvard Stanič, politik (1947, Kanal ob Soči – 2000, Golnik)
- Boža Škobrne, publicistka, radijska sodelavka (1925, Levpa – 2017)
- Ciril Testen, politik, poslanec in ekonomist (1947, Levpa)
- Miha Zega, javni delavec in župan, učitelj, politik  (1852, Skopo – 1919, Ljubljana)

## Religija
- Janez Budau, duhovnik, stolni dekan, šolnik (1807, Gorica Štandrež – 1878, Gorica)
- Alfonz Berbuč, nabožni pisec, cerkveni organizator, duhovnik (1892, Kanal – 1957, Šempeter pri Gorici)
- Ivan Brezavšček, rimskokatoliški duhovnik in katehet (1878, Zavrh pri Levpi – 1960, Trst)
- Andrej Brezavšček, župnik (1875 – 1905)
- Jožef Benedikt Braunizer de Braunthal, duhovnik, prošt, gubernijski svetnik, šolnik (1760, Kanal – 1844,  Trst)
- Filip Divinar, šolnik, vzgojitelj, duhovnik, redovnik, jezuit (1597, Kanal – 1636, Ljubljana)
- Donat Jug, frančiškanski frater, čebelarski strokovnjak, sadjar (1879, Doblar – 1952 Brezje na Gorenjskem)
- Vinko Kobal, duhovnik(1928, Vrhpolje – 2001, Godovič)
- Jožef Kompare, duhovnik (1735, Lokavec – 1786, Kanal)
- Jožef Kragelj, duhovnik, nabožni pisatelj, kronist (1845, Volče – 1917, Ljubljana)
- Patricij Kodermac, kapucin, rimskokatoliški duhovnik in misijonar v Braziliji (1911, zaselek Britof pri Ligu – 1981, Butiatuba, Brazilija)
- Branko Melink, duhovnik koprske škofije, publicist, prevajalec in pedagog (1950, Čolnica nad Kanalom ob Soči – 2008, Šempeter pri Nova Gorica)
- Pater Romuald Sitter, frančiškanski menih, duhovnik (1662, Ročinj – 1733, Sveta gora)
- Valentin Stanič, duhovnik, alpinist, narodni delavec, pesnik, podpornik  (1774, Bodrež – 1847, Gorica)
- Anton Ukmar,rimskokatoliški duhovnik (1805, Vrhpolje pri Vipavi – 1897, Kanal)

## Šolstvo
- Vincenc Bandelj, učitelj (1881, Dornberk – 1937, Nova Gorica)
- Rihard Gorjup, učitelj (1876, Kanal – 1965, Avče)
- Duša Ferjančič, učiteljica (1921, Vipava –1993 Vipava)
- Andrej Ipavec, učitelj, novinar (1880, Ročinj – 1924, Ročinj)
- Avgust Armin Leban, učitelj in glasbenik (1847, Kanal ob Soči – 1879, Gorica, Furlanija, Julijska Krajina)
- Anton Leban, učitelj in pedagoški pisatelj (1849, Kanal – 1925, Stična)
- Ivan Makarovič, tudi Janez Makarovič, učitelj, prosvetni delavec, rodoljub in čebelar (1861, Goljevica nad Anhovim – 1957, Trst)

## Zdravstvo
- Marija Bernik Bevčar, zdravnica, internistka (1929, Gorenje Polje – 2016, Ljubljana)
- Zoran Dietz, zdravnik (1901, Šturje pri Ajdovščini – 1978, Ajdovščina)
- Boris Kunc, zdravnik kirurg (1909, Ročinj – 1992, Ljubljana)
- Radivoj Velušček, predsednik Društva Obolelih zaradi azbesta

## Šport
- Armando Fava, nogometaš (1893, La Spezia, Italija – 1915, Plave)
- Zoran Jerončič, odbojkarski trener (1953, Jesenice)
- Jana Krivec, šahovska velemojstrica (1980, Šempeter pri Gorici)
- Tina Lipicer Samec, odbojkarica (1979, Šempeter pri Gorici)
- Felice Milano, nogometaš (1891, Valentano, Italija – 1915, Kanal)
- Eva Mori, odbojkarska organizatorica igra (1996, Kanal)

## Vojska
- Ivan Jug, vojaški zapornik, vojak (1907, Zabrdo – 1988)
- Ivan Gradnik Miklavčič poklicni vojak, voditelj tolminskega punta (1673, Ročinj – Gorica, 1714)
- Franc Ignacij Škodnik general, stotnik (1804, Kanal – 1877, Milano)
- Jože Srebrnič, narodni heroj, politik, partizan (1884, Solkan – 1944, Kanal)
- Jožef Škodnik, vodja odbora OF (? – 1944, Dolnji Avšček)

### Člani organizacije TIGR
- Mirko Čargo, član organizacije TIGR   (tolmač pri Nemcih, tigrovec)
- Albin Gabrijelčič, član organizacije TIGR (Prilesje pri Plavah – ?)
- Just Gabrijelčič, član organizacije TIGR (Prilesje pri Plavah – ?)
- Ludvik Gabrijelčič,  član organizacije TIGR (Prilesje pri Plavah – ?)
- Boris Gorjup, član organizacije TIGR (? Kanal, 2006, Izola)
- Niko Gorjup, član organizacije TIGR (1911, Kanal – ?)
- Stanislav Anton Kamenšček, član organizacije TIGR, borec za osvoboditev slovenske Primorske (1908, Ročinj – 1978)
- Ferdo Kravanja, član organizacije TIGR, partizan in organizator narodnoosvobodilne borbe na Tolminskem (1912, Čezsoča – 1944, Paljevo pri Desklah)
- Avguštin Lango, član organizacije TIGR, predvojni komunist, politični zapornik (1899, Avče – 1986)
- Franc Marcina, član organizacije TIGR (1907, Most na Soči – 1969, Plave)
- Mirko Zornik, član organizacije TIGR (1921, Čezsoča – 1986, Nova Gorica, pokopan v Desklah)

## NagrajenciObčine Kanal ob Soči
- Olga Bevčar, za delo v več društvih
- Andrej Berlot, gospodarstvenik
- Ivan Humar (1957, Kanal)
- Miran Ipavec, kanalski župan, avtoštopar, avtor
- Slavko Jereb, občinski svetnik
- Adela Jerončič, kulturna delavka, zborovodja
- Erna Kralj, vodja Turističnega društva Kanal ob Soči
- Franc Komac, predsednik Društva upokojencev Kanal
- Frančiška Maver, babica v Kanal
- Marijan Nanut, predsednik Planinskega društva Valentin Stanič
- Danila Schiling, predstavnica občine
- Henrik Valentinčič, strelski delavec
- Ljudmila Zimic, predsednica prosvetnega društva, učiteljica

## Osebnosti od drugod
- Ivan Artač, učitelj, pedagoški delavec, dramatik (1921, Notranje Gorice – 2005, Trst)
- dr. Dragan Božič, arheolog (1951, Ljubljana)
- dr. Zoran Božič, šolnik, literarni zgodovinar, prešernoslovec in državni svetnik (1951, Ljubljana)
- Ivan Čargo, slikar (1898, Tolmin – 1958, Ljubljana)
- Ivan Filli, grafik, slikar, učitelj, oglaševalec (1923, Tolmin – 1973, Šempeter pri Gorici)
- Jernej iz Loke, poznogotski slikar (16. stoletje, najverjetneje iz Škofje Loke)
- Josip Premk, pesnik, pripovednik (1889, Ljubljana – 1913, Ljubljana)
- Jožef Jakob Tominec (1790, Gorica – 1866, Gorica)
- Andrej Marušič, politik, časnikar, nabožni pisatelj, duhovnik (1828, Gorica – 1898, Gorica)
- Josip Devetak, politik, župan, podjetnik (1825, Tolmin – 1899, Tolmin)
- Karel Lavrič, politik, narodni buditelj (1818, Prem – 1876, Gorica)
- Aleksij Rafael Rojic, zdravnik, politik (1844, Zalošče – 1927, Gorica)